# Mycetophyllia aliciae
Mycetophyllia aliciae là một loài san hô trong họ Mussidae. Loài này được Wells mô tả khoa học năm 1973.